# Edward Lorenz
Edward Norton Lorenz (West Haven (Connecticut), 23 mei 1917 – Cambridge (Massachusetts), 16 april 2008) was een Amerikaans wiskundige en meteoroloog. Hij was onder meer hoogleraar meteorologie aan het MIT.
Lorenz was van huis uit wiskundige; hij bestudeerde deze wetenschap aan Dartmouth College en de Harvard-universiteit. Zijn carrière in de meteorologie begon in de Tweede Wereldoorlog, toen hij weersvoorspeller was voor het US Army Air Corps. Hij studeerde vervolgens meteorologie aan het Massachusetts Institute of Technology (MIT), promoveerde er en werd er vervolgens hoogleraar. Ook na zijn pensionering in 1987 bleef Lorenz actief in het onderzoek naar de atmosfeer.

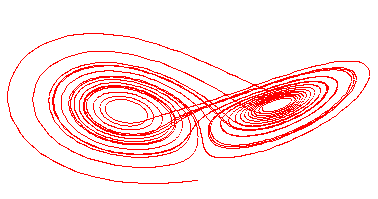
Een projectie van de Lorenz-attractor

In een poging het weer te voorspellen ontdekte hij in zijn computermodel dat door een minieme afwijking zeer afwijkende resultaten verkregen konden worden. Deze gevoelige afhankelijkheid van startcondities werd bekend als het vlindereffect. Hiermee legde hij de basis voor zijn werk Deterministic Nonperiodic Flow, een standaardwerk in de chaostheorie. Ook de Lorenz-aantrekker is naar Lorenz genoemd. Het is een van de bekendste voorbeelden van een vreemde aantrekker (strange attractor).
Op 12 mei 2004 ontving Edward Lorenz de Gouden Lomonosov-medaille en de twaalfde Buys Ballotmedaille. Hij kreeg de prijs voor zijn bijdrage aan de wetenschap op het gebied van weer- en klimaatvoorspellingen.
Edward Lorenz overleed op 90-jarige leeftijd in zijn woning in Cambridge.

## Werk
De berekeningen waarmee numerieke weersverwachtingen worden verkregen, zijn deterministisch van aard: uit de toestand van de aardatmosfeer op een bepaald ogenblik en een wiskundig model voor de ontwikkeling in de tijd van die toestand verkrijgt men een berekende toestand voor een willekeurig tijdstip in de toekomst. In de sterrenkunde levert deze werkwijze vrijwel perfecte toekomstverwachtingen op, soms voor zeer lange tijd vooruit. Voor systemen die bestaan uit zeer veel deeltjes, zoals de atmosfeer, is de situatie minder gunstig: men verkrijgt, ook voor de lange termijn, wel rekenresultaten, maar die zijn slechts binnen een beperkte 'voorspelhorizon' bruikbaar als verwachtingen en ook binnen de voorspelhorizon worden geen perfecte verwachtingen verkregen. Laplace noemde reeds de oorzaak hiervan: alleen een superieure geest (niet de mens !) zal de uitgangstoestand voor zo'n systeem zo goed kunnen bepalen en de betreffende wetten zo goed kennen dat de veranderingen in de toestand voor lange tijd vooruit zeer goed voorspeld kunnen worden.
Lorenz ontdekte door een toeval een categorie van fysische systemen waarbij de mogelijkheden voor goede verwachtingen door berekening nog door een bijzondere oorzaak beperkt worden. Hij onderzocht omstreeks 1960 op het Massachusetts Institute of Technology de mogelijkheden om met behulp van eenvoudige atmosfeermodellen statistische verwachtingsmethoden te ontwikkelen. Toen hij bij het herhalen van een berekening de invoergegevens afrondde tot drie cijfers achter de komma in plaats van tot zes cijfers, ontdekte hij dat het resultaat van de berekening nu sterk afweek van het oorspronkelijke resultaat. Kennelijk was er sprake van een bijzondere gevoeligheid van de rekenresultaten voor kleine verschillen in de begintoestand.
Louis Pasteur heeft opgemerkt dat het toeval vaak te hulp komt aan hen die daarop het best zijn voorbereid. Dit was hier het geval. Als begaafd wiskundige kon Lorenz zelf het onderzoek naar de oorzaak van de 'bijzondere gevoeligheid' met succes ter hand nemen. Hij zag spoedig in dat de bijzondere gevoeligheid moest worden toegeschreven aan de niet-lineaire betrekkingen die voorkwamen in het vergelijkingenstelsel waarvan hij de eigenschappen onderzocht. Een van zijn leermeesters was -toevallig- G.D. Birkhoff (1884-1944) die in het voetspoor van Henri Poincaré (1854-1912) veel onderzoek had verricht op het gebied van de niet-lineaire vergelijkingen. Poincaré had zelfs reeds omstreeks 1880 aan de hand van een voorbeeld op de mogelijkheid van de 'bijzondere gevoeligheid' gewezen. Daaraan was weinig aandacht besteed zodat Lorenz dit verschijnsel moest herontdekken.

### Atmosfeer bijzonder gevoelig voor kleine verstoringen
De atmosfeer behoort tot de categorie van systemen met deze bijzondere gevoeligheid. Lorenz en de onderzoekers die zijn werk voortzetten zijn tot de conclusie gekomen dat voor berekende weersverwachtingen de voorspelhorizon ongeveer overeenkomt met de levensduur van de weersystemen op de gematigde breedte, die één à twee weken bedraagt. Voor verwachtingen met een langere termijn is een zo grote dichtheid van het waarnemingsnetwerk en een zo gedetailleerde kennis van de atmosferische fysica nodig dat die niet te realiseren zijn, over welke hulpmiddelen men in de toekomst ook zal beschikken. (We merken hierbij op dat het gaat om gedetailleerde weersverwachtingen. Voor grootheden als een gemiddelde temperatuur zijn de perspectieven voor verwachtingen op langere termijn gunstiger, wegens de invloed van langzaam veranderende randvoorwaarden, zoals de zeewatertemperatuur).
Het werk van Lorenz had belangrijke gevolgen voor de verdere ontwikkeling van de numerieke verwachtingsmethoden. Als gevolg van het werk van Lorenz wordt de toenemende rekencapaciteit van de computers niet langer meer vooral gebruikt voor pogingen om de verwachtingstermijn te verlengen, maar meer voor het verbeteren van de kwaliteit van de verwachtingen binnen de voorspelhorizon. Modellen die slechts een beperkt gebied beslaan zijn dan zeer nuttig naast de grootschalige modellen. Voorts ging men systematisch aandacht besteden aan verwachtingen omtrent de mate van de onnauwkeurigheid waarmee weersverwachtingen behept zijn. Hiertoe ontwikkelde men de zogenaamde ensemble methode, een werkwijze die zeer veel rekencapaciteit vereist. (In de meteorologie worden steeds de krachtigste computers gebruikt die verkrijgbaar zijn).

## De bekendheid van Lorenz buiten de meteorologie
Onafhankelijk van Lorenz, en enkele jaren later, werd door wiskundigen en natuurkundigen de bijzondere gevoeligheid voor de begincondities bij berekeningen aan sommige deterministische fysische systemen ook ontdekt, het eerst bij turbulente vloeistofstromen. Toen men kennisnam van het overeenkomstige eerdere werk van Lorenz erkende men deze als een belangrijke pionier. Tot de bekendheid van Lorenz buiten de meteorologische wereld heeft bijgedragen dat hij aantoonde dat de bijzondere gevoeligheid reeds kan voorkomen bij betrekkelijk eenvoudige systemen. Hij beschreef de eigenschappen van een vergelijkingenstelsel met slechts drie veranderlijken. Dit voorbeeld kreeg grote bekendheid omdat de rekenresultaten dan in tekening gebracht kunnen worden. Dit maakte publieksvoorlichting mogelijk over het wiskundige onderzoek aan niet-lineaire dynamische systemen, dat een hoge moeilijkheidsgraad heeft. Zo maakt men bij veel-deeltjes systemen gebruik van abstracte 'toestandsruimten' met soms miljoenen dimensies.
In de toestandsruimte wordt de toestand van het systeem weergegeven door één punt zodat de toestand in de loop der tijd een lijn beschrijft. Bij het eenvoudige systeem van Lorenz bleek een projectie van de baan in een tekenvlak een vlindervorm te bezitten waarmee belangrijke eigenschappen van systemen met bijzondere gevoeligheid duidelijk gemaakt kunnen worden.

## De biologische vlinder van Lorenz, een fabeldier
Naast de hierboven behandelde wiskundige vlinder van Lorenz ontstond in 1972 een 'biologische' vlinder van Lorenz. Lorenz hield in dat jaar een korte voordracht voor een gezelschap van financiers van wetenschappelijk onderzoek. Hij legde er de nadruk op dat in de atmosfeer kleine storingen soms snel kunnen uitgroeien tot belangrijke veranderingen in de weersituatie en dat het onderzoek naar de omstandigheden waaronder dat volgens de nieuwere inzichten kan plaatsvinden kosten met zich mee zou brengen. Door de organisator van de bijeenkomst werd voor de voordracht als titel bedacht de vraag: "Predictability: Does the Flap of a Butterfly's Wings in Brazil Set Off a Tornado in Texas ?" De tekst van de voordracht werd niet gepubliceerd en de 'vlinder' ging als het vlindereffect een eigen leven leiden. Zo heeft men aan Lorenz wel de mening toegeschreven dat deze vraag bevestigend beantwoord moest worden.
In 1993 heeft Lorenz de tekst van de voordracht opgenomen in zijn autobiografisch getinte boek 'The Essence of Chaos'. Daaruit blijkt dat de vlinder een 'fabeldier' is, een metafoor waarmee men wilde benadrukken dat in de atmosfeer kleine storingen, die een kleine verandering brengen in de toestand op een bepaald ogenblik, moeilijk voorspelbare gevolgen kunnen hebben voor het weersverloop. We kunnen denken aan de precieze plaats waar een tornado of een nieuwe depressie zal ontstaan.
In navolging van de Amerikaanse wiskundige Yorke spreekt men bij onregelmatig gedrag van deterministische systemen wel van 'deterministische chaos'. Daarmee werd de betekenis van het begrip chaos uitgebreid. Chaos betekende voorheen het ontbreken van iedere ordening, terwijl bij deterministisch chaotische systemen karakteristieke structuren kunnen optreden. Een voorbeeld van dergelijke structuur in chaos zijn de verschillende circulatiesystemen in de atmosfeer en de structuren in de bewolking.

## Toegepaste wetenschap
Het uitgeven van weersverwachtingen heeft geleidelijk aan steeds meer een wetenschappelijk karakter gekregen. Pas nu de weersverwachtingen door middel van de ensemblemethode van een onzekerheidsmarge worden voorzien en er door het moderne onderzoek naar de eigenschappen van de niet-lineaire dynamische systemen voor de wisselvalligheid van het weer een theoretische verklaring gevonden is, kunnen de meteorologen zich met recht verweren tegen de opvatting van degenen die in het verleden het uitgeven van weersverwachtingen niet als een tak van wetenschap beschouwden, maar als een 'techniek' met veel subjectieve elementen en met slechts een beperkte wetenschappelijke achtergrond.
Vooral dankzij Lorenz kan de operationele meteorologie nu als 'toegepaste wetenschap' worden beschouwd, wat reeds een hartenwens was van Buys Ballot, een reden om Lorenz in 2004 de Buys Ballot medaille uit te reiken.